# Stenosmia xinjiangensis
Stenosmia xinjiangensis är en biart som beskrevs av Wu 2004. Stenosmia xinjiangensis ingår i släktet Stenosmia och familjen buksamlarbin. Inga underarter finns listade i Catalogue of Life.